# Walter Reschny
Walter Reschny (* 21. Mai 1931 in Bautsch; † 1. Juli 2011 in Gladenbach) war ein deutscher Unternehmer.

## Leben
Walter Reschny wurde 1931 im Sudetenland geboren und kam 1946 mit seiner Familie als Vertriebener in das mittelhessische Sinkershausen. Im Betrieb seines Vaters absolvierte er eine Schneiderlehre. 1953 machte er sich als Kaufmann selbständig und eröffnete in Marburg seine erste Filiale, in der er von großen Versandhäusern aufgekaufte Restposten verkaufte. In den folgenden Jahren erweiterte er sein Unternehmen auf bis zu 30 Filialen in Hessen; 2011 waren es noch 17 sogenannte tV-Märkte. Hauptsitz seines Unternehmens war immer die Stadt Gladenbach, mit der er sich sehr verbunden fühlte. 1973 bis 1976 gab er der Stadt einen wichtigen städtebaulichen Impuls, indem er am Marktplatz das Reschny-Haus mit etwa 50 Wohnungen und Büros sowie 16 Fachgeschäften und 1500 Parkplätzen errichten ließ. Privat engagierte er sich sowohl für die Stadt Gladenbach als auch für Kinder und Jugendliche, für die er 2002 die Reschny-Stiftung ins Leben rief. Bereits 2001 wurde er zum ersten Gladenbacher Ehrenbürger ernannt. Für sein soziales Engagement und sein vielfältiges ehrenamtliches und kommunalpolitisches Engagement wurde er 2009 mit der Verdienstmedaille des Verdienstordens der Bundesrepublik Deutschland ausgezeichnet.